# Guática
Guática es un municipio del departamento de Risaralda en Colombia, se encuentra a 93 km al norte de Pereira, sus territorios son montañosos, haciendo parte de la Cordillera Occidental, sus suelos están regados por las aguas de los ríos Guática, Ospirma y del Oro, además por varias corrientes que surcan por quebradas y cursos menores.
El río Guática es su principal fuente hidrográfica, nace en el sector del Alto San Vicente en el departamento de Antioquia, desciende en pequeños rápidos, interrumpidos por largos remansos hasta encontrar su desembocadura en el río Risaralda.
Sus principales afluentes son: Río Frío, Quebrada Castillón, Río del Oro, Opirama, Tarqui, El Salado, Ocharma, La mesa, Sirva, El Jordán, Agua Bonita, El Caucho, La Carmela, Paraíso, Los Chorros, Cristalina, Albarán, Guaravita, La Esperanza.

## Historia
Fundado en 1638 por indígenas bajo el mando del cacique Guática, nativos de la familia Anserma, pertenecientes a la rama de los caribes.
En 1892 se crea el distrito de Nazareth cuya cabecera es Guática y en 1896 se unen Guática y Nazareth en el alto de Mismis.  Hacia 1905 se cambia el nombre de Nazareth por San Clemente y el 22 de abril de 1921 Guática es declarado municipio y San Clemente corregimiento.

## Turismo
Guática posee potencial turístico para la práctica de aventura, recreación, cafés de especialidad y paseo por la cabecera municipal, encontrando en cada ambiente del municipio hospitalidad y amabilidad . El espíritu de servicio, la calidad humana y hospitalaria de sus gentes dan un matiz agradable y majestuoso a sus paisajes vistos desde la cabecera municipal. también cuenta con varios grupos artísticos muy reconocidos departamental y nacional como lo son: el Grupo de Danzas Arte y Cultura, La Banda juvenil, orquesta Son de Caña, orquesta Katiwa, artista Luisa Ortiz, artista Martha C.
Sitios de Interés Patrimonial
- Antigua Casa de Teresita Tobón: Calle 8 n.º 4-07

```
 Actualmente Biblioteca Pública Municipal
```

- Patrimonio Arquitectónico: antigua casa cural: Calle 8 n.º 7-25

```
Actualmente Casa Elda: Tradición cultural cafetera
```

Principales sitios de interés
- Jardín Botánico Gamonrá

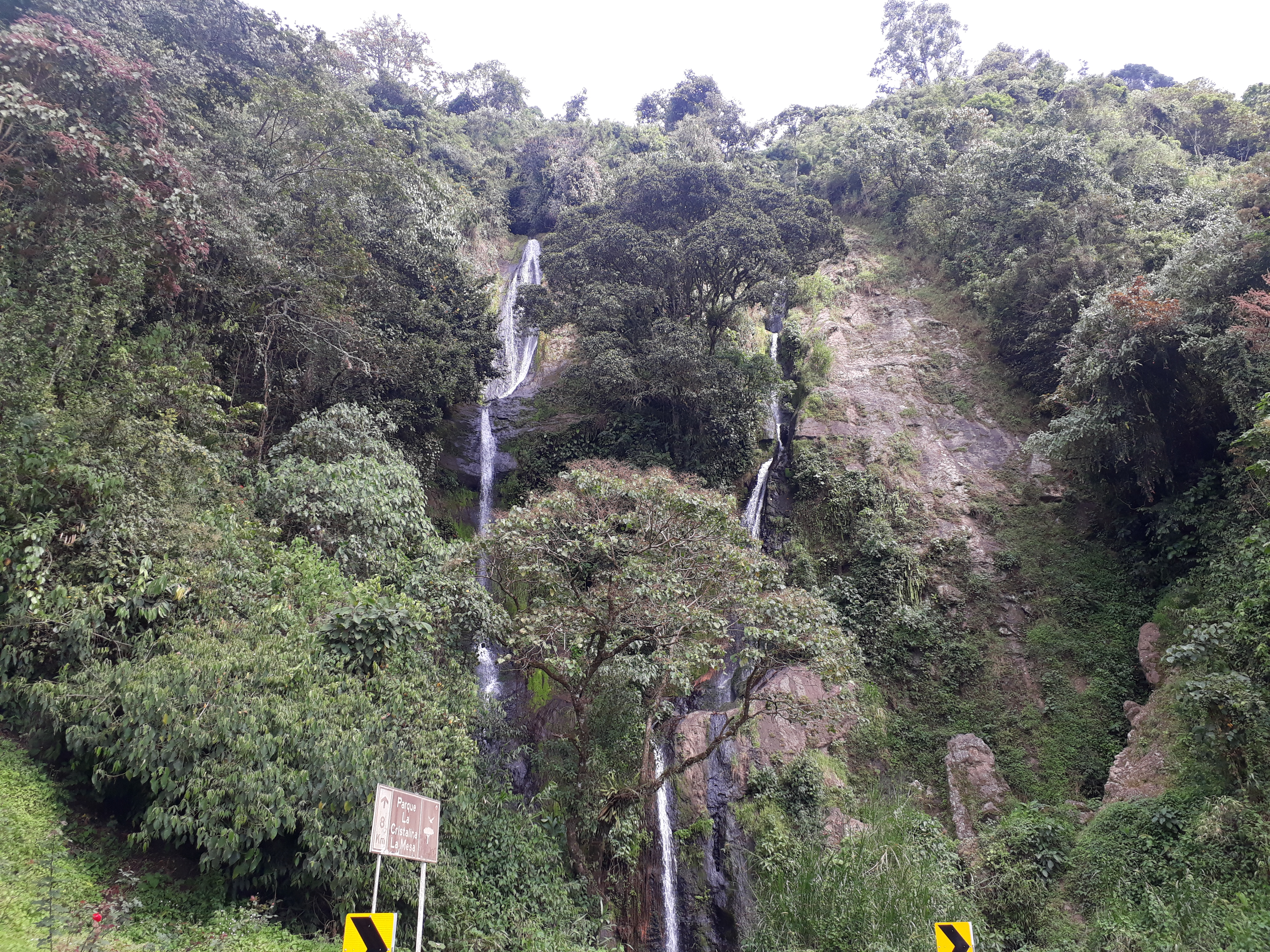
Los Chorros

- Antigua casa cural: Casa Elda, tradición cultural cafetera
- Los Chorros
- Cerro de Gamonrá
- Parque Municipal
- Distrito de Manejo Integrado "La Cristalina - La Mesa"
- Río Guática
- Alto "El Tigre"
- Las Peñas
- Galedsa: ruta de la seda guatiqueña
- Cascadas las diosas
- Finca Los Arredondo

## Clima
El clima de la región de Guática y sus alrededores está definido por la circulación valle – montaña, entre el valle del río Risaralda generador de vientos cálidos y las masas de aire frío provenientes de las zonas altas. La distribución de las lluvias en el municipio de Guática es bimodal con dos períodos húmedos: el primero entre abril – mayo y el segundo entre septiembre – octubre y con dos períodos secos: el primero entre enero – febrero, y el segundo en diciembre.

## División Político-Administrativa
Aparte de su Cabecera municipal. Guática tiene bajo su jurisdicción los siguientes Centros poblados:
- San Clemente
- Santa Ana
- Travesías

#### Veredas
Además, el municipio está compuesto con las siguientes veredas:
| - Alturas - Barro Blanco - Bendecida Alta - Bendecida Baja - Betania - Bolívar - Buenavista - Buenos Aires - Corinto Alto - Corinto Bajo | - El Carmelo - El Diamante - El Jordan - El Paraíso - El Poblado - El Silencio - El Vergel - Guatica Viejo - La Cascada - La Estrella | - La Guajira - La Palma - La Unión - Las Lomas - Llano Grande - Marmolejo Bajo - Marmolejo Alto - México - Milán - Murrapal | - Ocharma - Ospirma - Pira - Pitumá - San Dimas - Santa Teresa - Sirguia Chiquito - Suaiba - Taijara Alto | - Taijara Bajo - Talaban - Tarqui - Tauma - Villanueva - Yarumal |

## Instituciones educativas
- Institución Educativa Instituto Guática
- Institución Educativa María Reina
- Institución Educativa Santa Ana
- Institución Educativa San Clemente

## Grupos artísticos
- Grupo de danzas arte y cultura
- Banda juvenil
- Grupo de cuerdas pulsadas
- Orquesta Son de Caña
- Artista: Luisa Ortiz
- Orquesta Katiwa
- Artista: Martha C.
- Artista: Alirio Montoya
- Artista: Álex Castillo

## Himno
Autor: Luis Gonzalo Soto Jaramillo
Música: Pbro. Marco Fabián Loaiza
| Coro Honra y gloria a mi tierra adorada De sabor sin igual compañera Para todos la amiga inspirada Donde gente cordial nos espera. (bis) | I Enclavada entre el monte y la sierra Y entre aromas de flores y plantas Surge Guática, próspera tierra con orgullo, firmeza y pujanza. Noble cuna de humildes ancestros Descendientes de Guaticamán Que empuñaron el pico y la azada Y fundaron la gran heredad. | II Gamonrrá majestuoso se impone Extendiendo al confín su mirada Descubriendo frondosas regiones Recogiendo el olor de sus plantas. Es indicio de nuestra grandeza Un jardín de cebolla y cafetos Y variados frutales que expresan La riqueza triunfal: nuestro suelo. |

## Servicios públicos
- Energía Eléctrica: Central Hidroeléctrica de Caldas (CHEC), del grupo EPM, es la empresa prestadora del servicio de energía eléctrica.
- Gas Natural: Efigas es la empresa distribuidora y comercializadora de gas natural en el municipio.